# Рассоха Чецы
Рассоха Чецы (Рассоха-Чецы) — река в России, течёт по территории Мезенского района Архангельской области. Устье реки находится в 50 км по правому берегу реки Чецы на высоте 45 м над уровнем моря. Длина реки составляет 54 км.

## Данные водного реестра
По данным государственного водного реестра России относится к Двинско-Печорскому бассейновому округу, водохозяйственный участок реки — Мезень от водомерного поста деревни Малонисогорская и до устья. Речной бассейн реки — Мезень.
Код объекта в государственном водном реестре — 03030000212103000050015.